# ماجرای بزرگ پوه: در جستجوی کریستوفر رابین
ماجرای بزرگ پوه: در جستجوی کریستوفر رابین (انگلیسی: Pooh's Grand Adventure: The Search for Christopher Robin) فیلمی در ژانر فانتزی و ماجراجویی است که در سال ۱۹۹۷ منتشر شد.